# Královec
Královec (en allemand : Königshan) est une commune du district de Trutnov, dans la région de Hradec Králové, en Tchéquie. Sa population s'élevait à 192 habitants en 2020.

## Géographie
Královec se trouve à 14 km au nord-nord-est de Trutnov, à 53 km au nord-nord-est de Hradec Králové et à 128 km au nord-est de Prague.
La commune est limitée par la Pologne au nord et à l'est, par Bernartice au sud, et par Lampertice et Žacléř à l'ouest.
Královec est un point de passage routier et ferroviaire entre la Tchéquie et la Pologne.

## Histoire
La première mention écrite de la ville de Královec remonte à 1292, cependant, les forêts de la région sous le nom de Königshein étaient déjà mentionnées en 1007.

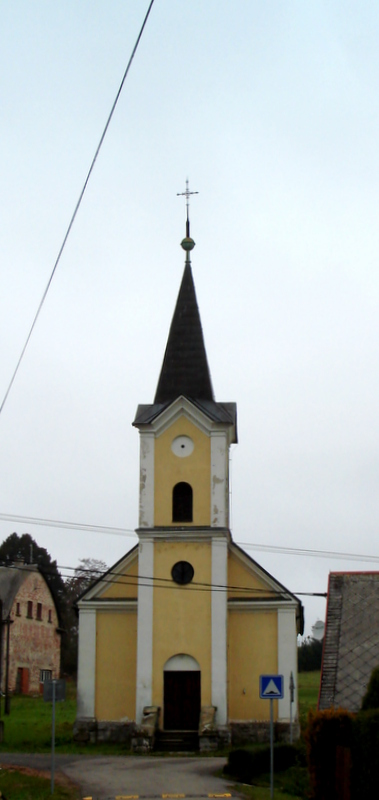
Église Saint-Jean Nepomuk
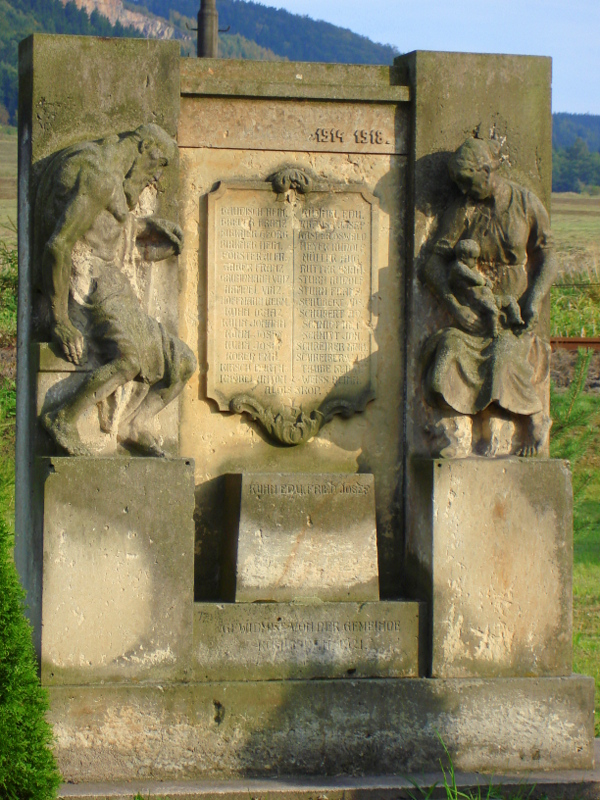
Mémorial 1914-1918
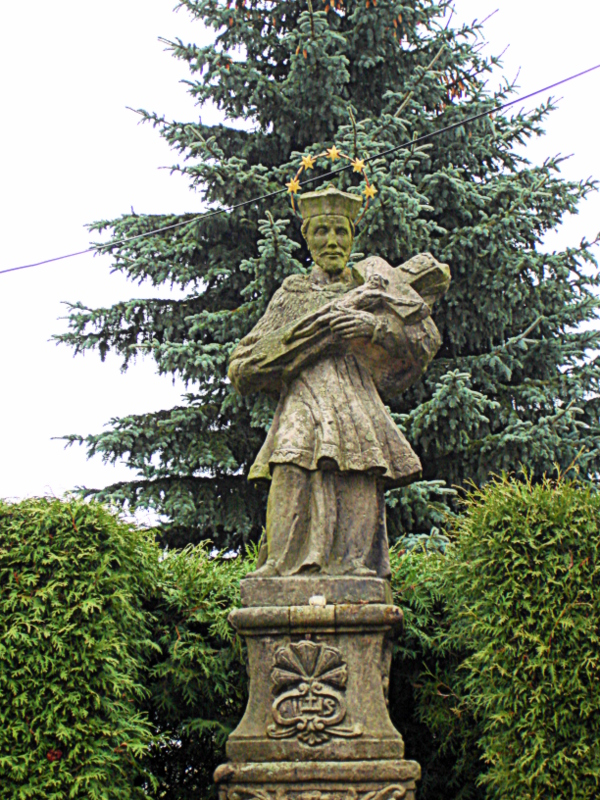

## Curiosités
- Église Saint-Jean Népomucène, construite de 1924 à 1928 par Edmund Schubert de Schatzlar à la place d'une chapelle de 1812
- Statue de Saint Jean Népomucène

## Personnes notables
Mathias Czwienczek (1601–1654), peintre